# Héctor y Tito
Héctor y Tito war ein Reggaetón-Duo aus Carolina (Puerto Rico).
Die Köpfe der Band, Héctor (eigentlich Héctor Delgado Román, geb. 1979) und Tito (eigentlich Efraín Fines Nevárez, geb. 1981) treten seit 2006 als Solokünstler auf.
Der größte Hit des Duos war Baila morena (2003, mit Luny Tunes y Noriega), weitere große Erfolge waren ihre Songs Gata salvaje (2002, mit Don Omar), Ay amor (2003, mit dem Salsa-Künstler Víctor Manuelle) und Felina (2002) sowie ihre beiden Songs auf dem Reggaetón-stilbildenden (und mit dem Billboard Award ausgezeichneten) Mixtape-Album DJ Nelson presenta: Luny Tunes y Noriega – Más flow (2003): Amor de colegio und Cae la noche.

## Die Solokarrieren
Im Jahr 2006 trennten sich Héctor & Tito.
Als erster von beiden veröffentlichte Tito unter dem Namen Tito El Bambino sein Album Top Of The Line, das sehr gute Kritiken bekam und in Puerto Rico die Nummer 1 in den Albumcharts wurde. Obwohl einige vermuten hatten, Tito könne das hohe Niveau, das Héctor & Tito als Duo genossen nicht halten, verblüffte er seine Kritiker mit anspruchsvollen Liedern, deren Niveau auch durch die hochkarätigen Features, wie von Daddy Yankee oder Don Omar gesteigert wurde. Titos Image änderte sich durch dieses Album, da er auch (zum Beispiel im Song Caile) rappte. Vom Song Caile gibt es inzwischen Remixe mit Daddy Yankee, Julio Voltio und Zion. Weitere Highlights des Albums sind eine Fusion aus Reggaetón und Dancehall im Song Flow natural (feat. Beenie Man), ein waschechter, kubanisch klingender Son im Song Sonsoneo und ruhige Balladen wie zum Beispiel der Song Secretos.
Héctor, der sich zunächst auch Héctor ’El Bambino’und später Héctor ’El Father’und Héctor ’El Padre’nannte, wurde im Jahr 2006 von Jay-Zs Label Def Jam unter Vertrag genommen und in die Latino-Sparte Roc-La-Familia integriert. Zusammen mit Jay-Z veröffentlichte Héctor schließlich im Juni 2006 das Mixtape unter dem Namen Héctor ’El Padre’ y Jay-Z presentan Los RompeDiscotecas, das auch von Stars der US-Hip-Hop-Szene übernommen wurde (z. B. Freeway im Song Soñando von Polaco), oder dem Hip-Hop-Schwergewicht Fat Joe im Song Yomo Dele (feat. Yomo). Auch Jay-Z ist auf dem Album zu hören, nämlich im Song Here We Go Yo als Unterstützung für Héctor. Ende 2006 brachte Hector ein neues Album auf dem Markt: The Bad Boy. In diesem Album gibt es auch einen Song gegen den Reggaetón-Rapper Don Omar (En busca de ti feat. Polaco).

## Diskografie

### Alben
- Violencia Musical (1998)
- Nuevo Milenio (2000)
- Lo de Antes (2001)
- A La Reconquista (2002)
- La Historia – Live (2003, enthält ihren größten Hit Baila morena, US: ×2Doppelplatin (Latin) )[1]
- Season Finale (2005)

### Soloalben von Héctor
- Héctor ’El Bambino’ presenta Los anormales (2004)
- Héctor ’El Father’ y Naldo presentan Sangre nueva (2005)
- Roc-La-Familia presenta Héctor ’El Padre’ y Jay-Z Los Rompe Discotecas (2006)
- Hector El Father – The Bad Boy (2006)
- Héctor ’El Father’ – Mi Trayectoria (2008)
- Héctor ’El Father’ – Juicio Final (2009)

### Soloalben von Tito
- Tito ’El Bambino’ – Top Of The Line (2006)
- Tito ’El Bambino’ – Top Of The Line El Internacional (2007)
- Tito ’El Bambino’ – It’s My Time (2007)
- Tito ’El Bambino’ – El Patrón (2009)
- Tito ’El Bambino’ – El Patrón La Victoria (2009)
- Tito ’El Bambino’ – Invencible (2011)

### Mitwirkung
- DJ Nelson presenta Luny Tunes y Noriega – Más flow (2003)
- Luny Tunes y Baby Ranks – Más flow II (2005)
- Thalía feat. Héctor – Amar Sin Ser Amada (Reggaetón Remix) (2006)